# Maracaju
Maracaju este un oraș în Mato Grosso do Sul (MS), Brazilia.